# 元朗市中心 (選區)
元朗市中心（英語：Yuen Long Town Centre，代號M1）是香港元朗區議會下轄的選區，2023年改制後設立，定為雙議席選區。

## 範圍
現時選區包括元朗市中心，被視為元朗市中心，與其接壤的選區有元朗鄉郊東、天水圍南及屏廈選區。
投票站設有十二個，分別位於元朗商會小學、鳳琴街體育館、佛教榮茵學校、中華基督教會基元中學、中華基督教會基朗中學、明愛元朗陳震夏中學、聖公會靈愛小學、元朗公立中學校友會小學、朗屏社區會堂、元朗朗屏邨東莞學校、金巴崙長老會耀道中學、元朗舊墟鐘聲學校。

## 沿革
2023年香港選舉改革將區議會所有單議席選區取消，元朗區定為四個雙議席選區，共選出八席民選議員。元朗市中心選區由原有單議席的元朗中心、元龍、鳳翔、豐年、北朗、南屏、元朗東頭、水邊、十八鄉北、十八鄉中選區合併而成。
2023年區議會選舉，估算人口有160,142人，選民有84,076人，吸引到三人參選。

## 歷屆議員
| 選區名稱   | 屆別           | 議員   | 政治聯繫 | 政治聯繫 | 議員   | 政治聯繫 | 政治聯繫 |
| ---------- | -------------- | ------ | -------- | -------- | ------ | -------- | -------- |
| 元朗市中心 | 2024年－2027年 | 李啟立 |          | 民建聯   | 施駿興 |          | 無黨籍   |

## 歷屆選舉結果
| 政党   | 政党   | 候选人    | 票数   | %      | ± |
| ------ | ------ | --------- | ------ | ------ | - |
|        | 獨立   | ①. 施駿興 | 3,588  | 17.29% |   |
|        | 獨立   | ②. 陳子忠 | 2,460  | 11.86% |   |
|        | 民建聯 | ③. 李啟立 | 14,702 | 70.85% |   |
| 多数票 | 多数票 | 多数票    | 1,128  | 5.44%  |   |

## 資料來源
1. ↑   (PDF).   [2023年8月23日]. （原始内容 (PDF)存档于2023年10月20日） （繁体中文）.
2. ↑   (PDF).   [2023年11月17日].
3. ↑   (PDF). 選舉管理委員會. 2023-07-11  [2023-08-23]. （原始内容存档 (PDF)于2023-10-14）.
4. ↑   (PDF).   [2023-11-19]. （原始内容存档 (PDF)于2023-11-16）.
5. ↑   (PDF).   [2023-08-23]. （原始内容存档 (PDF)于2023-10-20）.
6. ↑   (PDF).   [2023-11-17].